# Barypeithes trichopterus
Barypeithes trichopterus är en skalbaggsart som först beskrevs av Gautier des Cottes 1863.  Barypeithes trichopterus ingår i släktet Barypeithes, och familjen vivlar. Arten är reproducerande i Sverige.